# Torneo de la División I de Baloncesto Masculino de la NCAA de 1949
El Torneo de la División I de Baloncesto Masculino de la NCAA de 1949 fue el décimo que se celebró para determinar el Campeón de la División I de la NCAA. Llegaron 8 equipos a la fase final, disputándose el partido por el campeonato en el Hec Edmundson Pavilion en Seattle, Washington.
Los ganadores fueron, por segundo año consecutivo, el equipo de la Universidad de Kentucky, que derrotaron en la final a la Universidad de Oklahoma A&M.

## Equipos
| Equipo       | Entrenador      | Puesto final         | Último rival | Marcador |      |
| Este         | Este            | Este                 | Este         | Este     | Este |
| ------------ | --------------- | -------------------- | ------------ | -------- | ---- |
| Illinois     | Harry Combes    | 3.er puesto          | Oregon State | G 57-53  |      |
| Kentucky     | Adolph Rupp     | CAMPEÓN              | Oklahoma A&M | G 46-36  |      |
| Villanova    | Alex Severance  | 3.er puesto Regional | Yale         | G 78-67  |      |
| Yale         | Howard Hobson   | 4.º puesto Regional  | Villanova    | P 78-67  |      |
| Oeste        |                 |                      |              |          |      |
| Arkansas     | Eugene Lambert  | 3.er puesto Regional | Wyoming      | G 61-48  |      |
| Oklahoma A&M | Henry Iba       | Finalista            | Kentucky     | P 46-36  |      |
| Oregon State | Slats Gill      | 4.º puesto           | Illinois     | P 57-53  |      |
| Wyoming      | Everett Shelton | 4.º puesto Regional  | Arkansas     | P 61-48  |      |

## Fase final
* – Denota partido con prórroga.
|  | Cuartos de final | Cuartos de final |              |              | Semifinales | Semifinales |          |              | Final        | Final |  |
|  |                  |                  |              |              |             |             |          |              |              |       |  |
|  |                  |                  |              |              |             |             |          |              |              |       |  |
|  | Illinois         | 71               |              |              |             |             |          |              |              |       |  |
|  | Illinois         | 71               |              |              |             |             |          |              |              |       |  |
|  | Yale             | 67               |              |              |             |             |          |              |              |       |  |
|  | Yale             | 67               |              | Illinois     | 47          |             |          |              |              |       |  |
|  |                  |                  |              | Illinois     | 47          |             |          |              |              |       |  |
|  |                  |                  | Kentucky     | 76           |             |             |          |              |              |       |  |
|  | Kentucky         | 85               | Kentucky     | 76           |             |             |          |              |              |       |  |
|  | Kentucky         | 85               |              |              |             |             |          |              |              |       |  |
|  | Villanova        | 72               |              |              |             |             |          |              |              |       |  |
|  | Villanova        | 72               |              |              |             |             |          | Kentucky     | 46           |       |  |
|  |                  |                  |              |              |             |             |          | Kentucky     | 46           |       |  |
|  |                  |                  | Oklahoma A&M | 36           |             |             |          |              |              |       |  |
|  | Oklahoma A&M     | 40               | Oklahoma A&M | 36           |             |             |          |              |              |       |  |
|  | Oklahoma A&M     | 40               |              |              |             |             |          |              |              |       |  |
|  | Wyoming          | 39               |              |              |             |             |          |              |              |       |  |
|  | Wyoming          | 39               |              | Oklahoma A&M | 55          |             |          | Tercer lugar | Tercer lugar |       |  |
|  |                  |                  |              | Oklahoma A&M | 55          |             |          | Tercer lugar | Tercer lugar |       |  |
|  |                  |                  | Oregon State | 30           |             |             |          |              |              |       |  |
|  | Oregon State     | 56               | Oregon State | 30           |             |             | Illinois | 57           |              |       |  |
|  | Oregon State     | 56               |              |              |             |             | Illinois | 57           |              |       |  |
|  | Arkansas         | 38               |              |              |             |             |          |              | Oregon State | 53    |  |
|  | Arkansas         | 38               |              |              |             |             |          |              | Oregon State | 53    |  |
|  |                  |                  |              |              |             |             |          |              |              |       |  |

### 3.erpuesto Regional
|  | 3.er puesto East Regional |           |    |  |
|  |                           |           |    |  |
|  | Yale                      | Yale      | 67 |  |
|  | Yale                      | Yale      | 67 |  |
|  | Villanova                 | Villanova | 78 |  |
|  | Villanova                 | Villanova | 78 |  |

|  | 3.er puesto West Regional |          |    |  |
|  |                           |          |    |  |
|  | Wyoming                   | Wyoming  | 48 |  |
|  | Wyoming                   | Wyoming  | 48 |  |
|  | Arkansas                  | Arkansas | 61 |  |
|  | Arkansas                  | Arkansas | 61 |  |

## Final
| 26 de marzo de 1949 | Kentucky Wildcats          | 46–36       | Oklahoma A&M Aggies          | |  |
|                     | Parciales: 25-20, 21-16    |             |                              | |  |
|                     | Estadísticas Alex Groza 25 | Reporte Pts | Estadísticas 12 Jack Shelton | Pabellón: Hec Edmundson Pavilion, Seattle, Washington Asistencia: 10.600 espectadores Árbitros: Hal Lee, Tim McCullough |  |

| Campeón de la NCAA 1949     |
| --------------------------- |
| Kentucky Wildcats 2º título |